# Henry Grinnell
Henry Grinnell (New Bedford, Massachusetts, 18 de febrer de 1799 - Nova York, 30 de juny de 1874) va ser un comerciant i filantrop estatunidenc.

## Carrera
El 1818 Grinnell es va traslladar a Nova York com a treballador de l'empresa H.D. & E.B. Sewell. Es va casar amb Sarah Minturn el 1822. El 1825 Grinnell es va unir al seu germà Joseph Grinnell en la Fish, Grinnell & Company, empre que uns anys més tard, amb la incorporació del seu cunyat Henry, es va convertir en la Grinnell, Minturn & Company. L'empresa a poc a poc va anar ampliant el seu ventall d'operacions, incidint sobretot en el negoci navilier. Amb els anys la companyia passà a ser una de les més importants de Nova York.
Henry Grinnell es va retirar el 1850, època en què passà a interessar-se en el destí de l'Expedició Polar de Franklin. A partir d'aleshores inicià una correspondència regular amb Lady Jane Franklin, que durà fins a la seva mort, amb intenció de resoldre el misteri del seu destí, així com promoure i finançar diverses expedicions.
La primera d'aquestes expedicions va tenir lloc el 1850, quan va comprar i cedir a l'armada dels Estats Units els bergantins Rescue i Advance per buscar a l'Àrtida sota el comandament del tinent Edwin de Haven. Després que l'expedició tornés sense èxit va finançar una segona expedició amb l'Advance, comandat per Elisha Kent Kane. L'expedició va explorar la regió anomenada Terra de Grinnell, a la costa nord-oest de Groenlàndia entre 1853 i 1855, fins que el vaixell hagué de ser abandonat en quedar atrapat pel gel.
El 1856 Grinnell va tenir un paper fonamental a l'hora de cedir al Regne Unit, com a gest de bona voluntat, el recentment recuperat i restaurat pels Estats Units HMS Resolute. L'esperança de Grinnell era que el vaixell participés en una nova recerca de l'expedició de Franklin.
Posteriorment Grinnell continuà interessant-se en l'exploració polar, contribuint en l'expedició d'Isaac Israel Hayes el 1860, i les tres expedicions que Charles Francis Hall efectuà entre 1860 i 1870.
Henry Grinnell fou un dels fundadors de l'American Geographical and Statistical Society.